# Rober
Roberto González Bayón, plus connu sous le nom de Rober González ou simplement Rober, né le 8 janvier 2001 à Mérida, est un footballeur espagnol qui évolue au poste d'attaquant au Racing de Santander.

## Biographie
Né à Mérida, dans la Province de Badajoz en Estrémadure, Rober rejoint le Real Betis en 2013, en provenance du Mérida CF,,.

### Carrière en club
Le 8 juin 2017, Rober signe son premier contrat professionnel avec le Real Betis, le liant au club jusqu'en 2020. Le 20 août suivant, à seulement 16 ans, Rober fait ses débuts avec l'équipe réserve du club, titulaire et buteur lors de la victoire 4-1 des sévillans à domicile contre le CF Lorca Deportiva en Segunda División B.
Devenu entre-temps un titulaire indiscutable avec la réserve du club — qui a été reléguée en Tercera División — Rober fait ses débuts en équipe senior le 1er novembre 2018, à l'âge de 17 ans, remplaçant Takashi Inui lors d'une défaite 1-0 à l'extérieur contre le Racing de Santander, en Copa del Rey. Le 18 janvier 2019, il renouvèle son contrat avec le club jusqu'en 2024, dans lequel est incluse une clause libératoire de 25 millions d'euros.
En septembre 2020, Rober est prêté à l'UD Las Palmas pour la saison 2020-21 de Segunda División,. Il fait ses débuts professionnels avec l'équipe de D2 le 12 septembre 2020, lors d'une défaite 0-1 en championnat chez le CD Leganés.
Auteur d'une saison réussie en prêt, où il marque huit buts en 30 match de championnat, il rentre au Betis avec un nouveau statut, et une place dans l'effectif professionnel, sous l'égide de Manuel Pellegrini,,. Rober fait ainsi ses débuts en Liga le 14 août 2021, remplaçant son camarade du centre de formation Rodri Sánchez lors d'un match nul 1-1 à l'extérieur contre le RCD Majorque,.

### Carrière en sélection
International espagnol en équipe de jeunes dès les moins de 16 ans, il est convoqué en équipe espoirs pour la première fois en août 2021, devant néanmoins déclarer forfait pour les rencontres de septembre, où il est remplacé par Nico Williams.